# Các phân họ Poneromorph
Trong các loài kiến, phân họ truyền thống Ponerinae gần đây được chia thành nhiều phân họ Poneromorph, với nhiều tông cũ được nâng thành phân họ bởi nhà myrmecologist người Anh Barry Bolton. 
Sự phân tích kỹ lưỡng của Bolton cho thấy rằng một vài nhóm ponerine có thể có quan hệ gần gũi với các phân họ khác hơn là gần gũi với nhau.
Các phân họ của Bolton của "poneromorph" Formicidae bao gồm:
- Amblyoponinae
- Ectatomminae
- Heteroponerinae
- Paraponerinae (có thể liên hệ với Myrmeciinae)
- Ponerinae
- Proceratiinae.